# Lambrusca uralica
Lambrusca uralica är en tvåvingeart som beskrevs av Richter 1998. Lambrusca uralica ingår i släktet Lambrusca och familjen parasitflugor. Inga underarter finns listade i Catalogue of Life.